# Acacallis
Acacallis (em português: Acacale ou Acacálide) um género botânico pertencente à família das orquídeas (Orchidaceae). Foi proposto por John Lindley, em 1853, publicado em Folia Orchidacea. Acacallis 4: 30. A espécie tipo é a Acacalis cyanea Lindley.

## Etimologia
O nome é uma versão latinizada do grego antigo Ακακαλλίς (Akakallis). Acacalis ou Acacálide era uma ninfa que era amante do deus Apolo.

## Distribuição
Acacallis É um pequeno género composto por 2 a 4 espécies, três delas muito parecidas entre si e que muitos consideram sinônimos, pertencentes à subfamília Epidendroideae. Distribui-se pela América do Sul, desde o Brasil, Venezuela, Peru até à Colômbia.

## Habitat
As espécies deste género são normalmente epífitas de hábito escandente. Desenvolvem-se em florestas com altas temperaturas e um grado de humidade muito elevado nas áreas mais alagadiças e nas vàzeras dor rios. Na natureza encontram-se debaixo da copa florestal, na humidade da parte baixa, protegidas da luz solar directa.

## Descrição

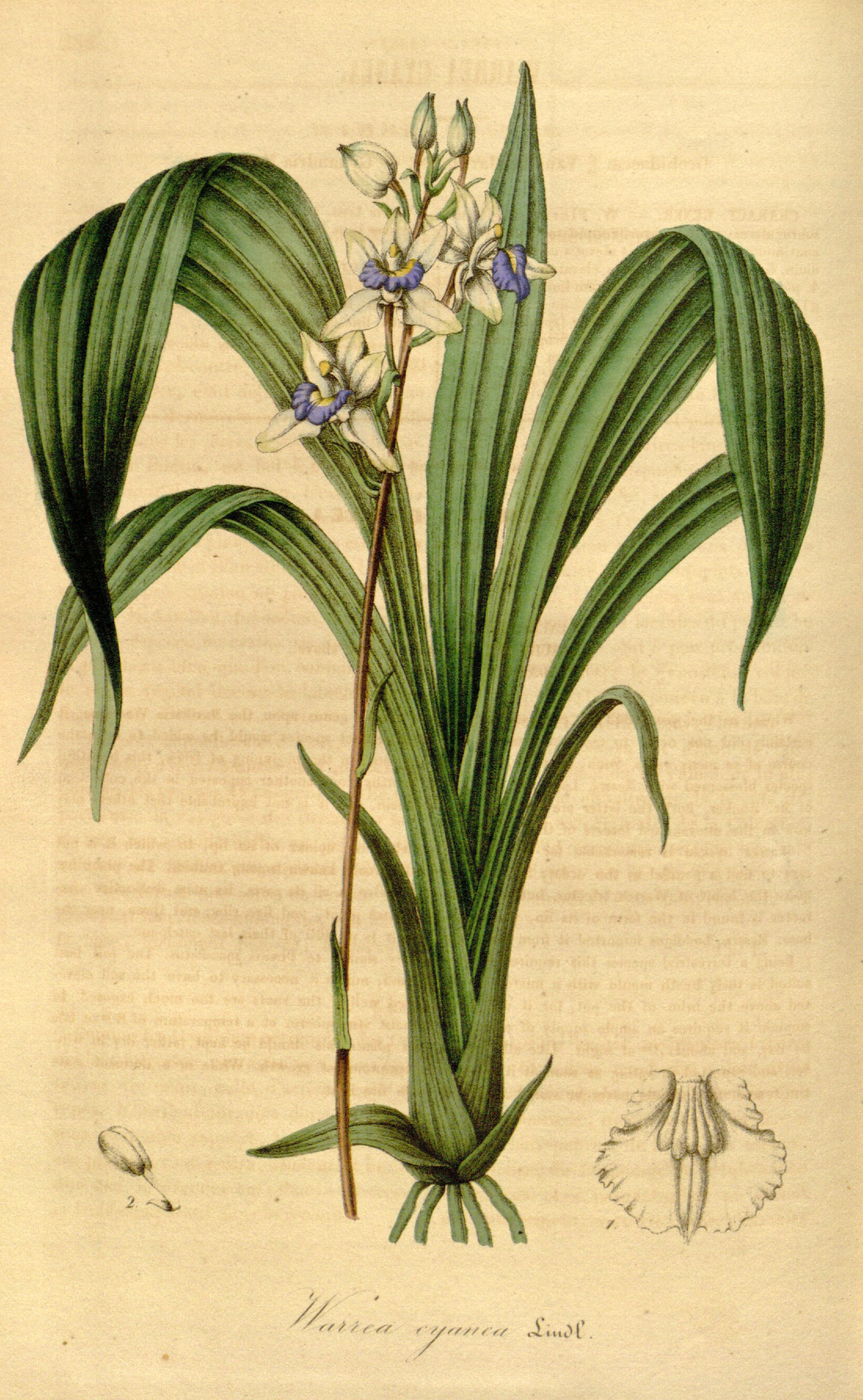
Acacallis cyanea
Ilustração em Charles Lemaire and others:
"Flore des serres et des jardins de l’Europe", Gent, Louis van Houtte,
1845, volume 1

São plantas de porte médio, com longuíssimo rizoma que se estende entre as árvores e arbustos podendo chegar a vários metros de comprimento, recoberto por espaçadas brácteas imbricadas e dísticas. Seus pseudobulbos são alongados e pequenos, fusiformes ligeiramente comprimidos, rugosos, revestidos de folhinhas basais que caem com o tempo, possuem em regra uma folha, raro até três, grandes, lanceoladas, pecioladas, herbáceas e fortemante nervuradas, com pecíolos curtos. As raizes nascem dos nós do rizoma, sob os pseudobulbos.
Das bainhas que protegem a base dos pseudobulbos emerge a inflorescência, ascendente, racemosa, com 30 cm de comprimento, desenvolvendo-se ereta para logo se arquear que comporta de quatro a doze flores grandes, de cores claras, brancas, azuis ou lilases. Pétalas orbiculares na maioria dos exemplares, e sépalas elípticas, ambas algo côncavas. O labelo, de cor contrastante, mais avermelhado, é inserido na base da aurícula da coluna, unguiculado, trilobado, sendo que os lobos laterais são pequenos e o central amplo e côncavo, de margens franjadas ou fimbriadas, ornado de alto calo transversal serrilhado. Coluna delgada, arcada e curta, com duas aurículas largas na estremidade e antera contendo com quatro polínias ceróides.
Florescem desde finais do inverno até princípios do verão. A cor pode variar desde branco a púrpura e rosado sendo mais comuns os tons azulados pelos quais são tão conhecidas.
Muitos subordinam estas espécies ao gênero Aganisia, porém delas se apartam pela estrutura do labelo, que nas Acacallis apresenta base larga, estreitando-se abruptamente em istmo, e novamente alargando-se muito, contendo ainda intrincada calosidade verruciforme, a qual deve ser observada para facilitar a correta identificação das diferentes espécies.

## Cultura
Devido à necessidade de proporcionar extrema umidade e calor constantes ao longo do ano, sua cultura é dificílima nos estados do sul do Brasil, somente sendo possível em estufas.

## Espécies
1. Acacallis cyanea Lindl. 1853 (Peru; Venezuela) (por alguns considerada sinónimo de Aganisia cyanea (Lindl.) Rchb.f)
2. Acacallis fimbriata (Rchb. f.) Schltr. 1918 (Peru; Venezuela) (por alguns considerada sinónimo de Aganisia fimbriata Rchb.f)
  - Acacallis coerulea (Rchb. f.) Schltr. 1918 (sinónimo de Aganisia (ou Acacallis) fimbriata Rchb.f.)
  - Acacallis oliveriana (Rchb. f.) Schltr. 1914 (sinónimo de Aganisia (ou Acacallis) fimbriata Rchb.f.)
3. Acacallis hoehnei (Hoehne) Schltr. 1918 (por alguns considerada sinónimo de Aganisia (ou Acacallis) cyanea (Lindl.) Rchb.f.)
4. Acacallis rosariana V.P.Castro & da Silva 2001 (por alguns considerada sinónimo de Aganisia (ou Acacallis) cyanea (Lindl.) Rchb.f.)